# Xantonnea parvifolia
Xantonnea parvifolia är en måreväxtart som först beskrevs av Carl Ernst Otto Kuntze, och fick sitt nu gällande namn av William Grant Craib. Xantonnea parvifolia ingår i släktet Xantonnea och familjen måreväxter. Inga underarter finns listade i Catalogue of Life.